# Zuzwil (Berno)
Zuzwil – gmina (niem. Einwohnergemeinde) w Szwajcarii, w kantonie Berno, w regionie administracyjnym Bern-Mittelland, w okręgu Bern-Mittelland.

## Demografia
W Zuzwil mieszkają 563 osoby. W 2020 roku 3,9% populacji gminy stanowiły osoby urodzone poza Szwajcarią.